# Iridion 3D
Vous lisez un « bon article » labellisé en 2008.
Iridion 3D est un jeu vidéo développé par Shin'en et édité par Majesco, sorti en 2001 sur Game Boy Advance. Il s'agit d'un rail shooter et du premier shoot them up sorti sur la console. Initialement prévu sur Game Boy Color, il est finalement développé sur la nouvelle console de Nintendo, ce qui lui permet d'arborer des graphismes en pseudo-3D. Les graphismes et la musique sont considérés comme les points forts du titre. Le jeu s'est bien vendu malgré l'accueil mitigé de son gameplay par la presse spécialisée. Il a donc connu une suite, Iridion II, et représente le premier jeu d'une lignée de shoot them up sur consoles portables développés par Shin'en.

## Scénario
Dans la cinématique d'ouverture d'Iridion 3D, la Terre est attaquée subitement par les Iridion. Ces derniers prennent le contrôle de la majeure partie de la surface du globe et déposent des mines spatiales autour de la Terre et des bombes dans l'océan Pacifique. Le joueur incarne le pilote d'un chasseur expérimental, le SHN, dernier espoir pour sauver la Terre. Il est seul face aux hordes de chasseurs d'Iridion et aux obstacles naturels.
Le pilote se bat dans un égout contrôlé par les Iridion puis extermine la flotte d'invasion stationnée au-dessus du Pacifique. Il atteint ensuite l'espace et combat le blocus des Iridion autour de la Terre et sur la Lune. Il attaque une colonie minière dans une ceinture d'astéroïdes. Puis, il détruit le « cœur » des Iridion dans leur monde originel, un ordinateur central, ce qui laisse à penser qu'ils ont une nature robotique. Ainsi, Il empêche toute nouvelle invasion.

## Système de jeu

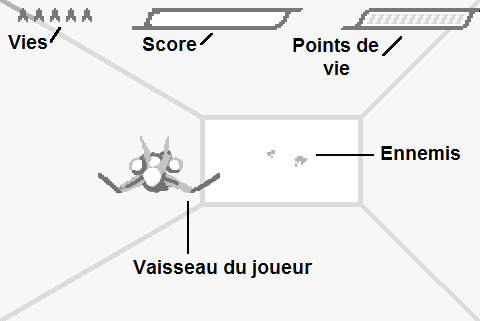
Reproduction de l'interface du joueur (schématisation à partir du Niveau 1 - Fuite à travers le tunnel d'évacuation des ordures).

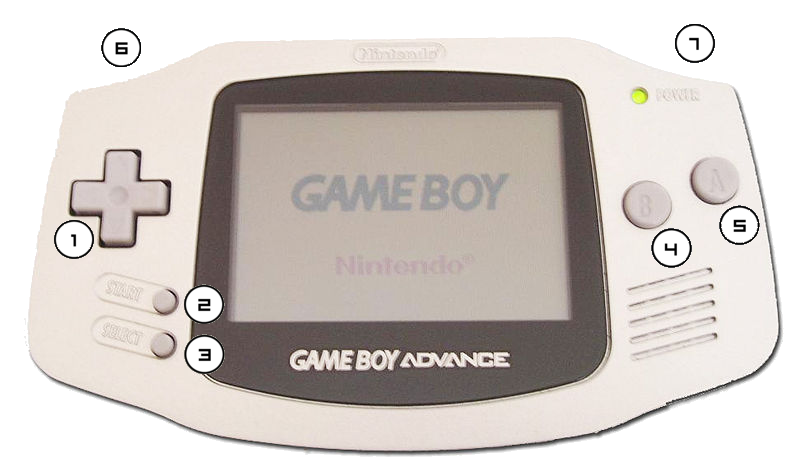
Voici les différentes fonctions liées aux boutons :

| 1 : Déplacements du vaisseau |          |          |
| 2 : Pause                    | 3 : rien | 4 : Tir  |
| 5 : rien                     | 6 : rien | 7 : rien |

### Unrail shooter
Iridion 3D reprend les principales caractéristiques des rail shooters mettant en scène des vaisseaux spatiaux vus de dos. Le joueur contrôle le vaisseau sur un plan (haut / bas, gauche / droite) et tire sur des ennemis arrivant devant lui au loin et se rapprochant progressivement. Dans Iridion 3D, il ne contrôle pas la vitesse de son vaisseau. Les déplacements décalent le point de fuite de la perspective sur l'écran.
Le but du jeu est de le finir en atteignant le score le plus élevé. Le score dépend de plusieurs paramètres comme le nombre d'ennemis touchés.
Le jeu, malgré son titre, est en pseudo 3D. Les sprites d'ennemis, explosions et tirs sont en 2D. Leur éloignement / rapprochement est rendu par un rétrécissement / agrandissement du sprite. L'illusion de 3D dans le défilement de l'arrière plan (effet tunnel par exemple) est rendue à l'aide d'un petit nombre de textures 2D passé en boucle.

### Système d'armes
Il y a cinq types de power up différents dans Iridion 3D représentés par une sphère d'une couleur particulière. Si le joueur attrape un power up du même type que celui qu'il a actuellement, le niveau d'efficacité (rapidité, nombre de projectiles...) de son arme augmente. Perdre une vie fait perdre un niveau d'efficacité. Changer de type d'arme fait recommencer le joueur à un niveau d'efficacité initial. Il existe en outre des sphères clignotantes qui elles, rendent au vaisseau la totalité de son énergie.
Les cinq types d'armes différents (et leurs disponibilités) sont :
- Rouge (niveaux 1-6) : tir basique.
- Vert (niveaux 1, 2, 4, 5, 6) : tir avec effet de fragmentation.
- Rose (niveaux 2, 4, 5) : tir tourbillonnant.
- Or (niveaux 3, 7) : tir puissant.
- Bleu (niveau 7) : tir avec un projectile de grande taille.

### Système de niveaux
Le jeu est constitué de sept niveaux. Chacun d'entre eux se déroule dans des environnements différents et propose un boss de fin distinct.
Niveau 1Fuite à travers le tunnel d'évacuation des ordures. Des déchets et des champs de forces constituent des obstacles supplémentaires en plus des ennemis. Le boss se nomme Refusor. C'est une sorte de centrifugeuse dont le noyau central, qui apparaît régulièrement hors de sa protection métallique, est son point faible. Quatre bombes tournent autour de manière régulière en bougeant de haut en bas et peuvent entrer en collision avec le vaisseau du joueur.
Niveau 2Lutte au-dessus de l'océan Pacifique. Ce niveau se déroule au-dessus de la mer et bénéficie d'une transition jour / nuit. Son boss de fin se nomme Cytector. Il représente un vaisseau gigantesque combattant selon trois modes différents.
Niveau 3Combat aérien au-dessus des nuages. Ce niveau bénéficie d'une transition nuit / jour et se déroule dans la partie haute de l'atmosphère terrestre. Son boss est une base stratosphérique guidée par des câbles. Le joueur la bat en deux étapes. Dans la première, la base se défend avec des flux périodiques de projectiles. Dans le seconde, elle se défend avec six tourelles placées autour d'elle.
Niveau 4Assaut sur la Lune. Le joueur dirige son vaisseau vers la Lune à travers un champ d'obstacles placé par les Iridion. Le boss est appelé Gardien lunaire. C'est un vaisseau entouré de sphères bleues tournant autour de lui pour le protéger.
Niveau 5Champ d'astéroïdes dans l'espace. Le boss de fin de niveau se nomme Protector. Il possède deux types d'attaques et il est invulnérable dans son premier mode de combat.
Niveau 6Base mère des Iridion. Ce niveau se déroule une nouvelle fois dans un tunnel. Son boss est le noyau du réacteur protégé par de nombreux modules tirant de manière non routinière sur le joueur.
Niveau 7Iridion Prime. La planète d'origine des Iridion est recouverte de lave en fusion envoyant des projectiles de feu de toutes parts. Le boss final du jeu est l'ordinateur central des Iridion. Le combat se déroule en trois parties. Dans la première, le boss se défend avec des projectiles et des jets de flamme lancés de manière routinière. Dans la seconde, il utilise un fouet de feu et dans la dernière, il utilise deux fouets de feu qui bougent plus lentement.
Une fois le jeu terminé, le joueur peut accéder à un mode difficile.

### Système de vies
Le joueur commence le jeu avec cinq vies. Une vie est constituée de douze points de vie. Le joueur perd une vie lorsque ses points de vie sont à zéro. Être touché par un tir fait perdre un point de vie et entrer en collision avec un objet fait perdre quatre points de vie. Le joueur gagne une vie supplémentaire lorsque son score atteint 10 000, 20 000 et 40 000. À chaque fin de niveau, un point de vie apporte un bonus de 50 points au score et une vie 1 000 points.

### Système de mots de passe
Le système de sauvegarde utilise un système de mot de passe délivré à chaque fin de niveau (du type BKMBVNG7G). L'interface permettant de saisir les mots de passe permet de saisir des cheats (sélection des niveaux, choix des musiques, accès à une galerie d'artworks...).

## Développement
Le développement d'Iridion 3D commence sur Game Boy Color avant d'être arrêté, à la suite d'une annonce de Shin'en le 10 janvier 2001, pour se concentrer sur la Game Boy Advance. Le projet initial était en 2D et faisait penser par son nom et son visuel au jeu Uridium sur Commodore 64. Seul le nom marquera l'hommage dans la version finale du jeu. Le producteur délégué est Dan Kitchen, un ancien programmeur d'Atari travaillant alors pour Majesco.
Iridion 3D est le premier jeu de Shin'en à utiliser le GAX Sound Engine. C'est un moteur propriétaire permettant de décoder en temps réel des données sonores à partir de fichiers très petits en taille. Ce moteur a été utilisé dans plus d'une trentaine de jeux Game Boy Advance. Il permet de réduire l'espace mémoire utilisé sur la cartouche pour pouvoir en consacrer plus aux graphismes.
En mars 2001, la version Game Boy Advance d'Iridion 3D est présentée en version de travail. IGN voit les premières scènes du jeu et déclare que celui-ci pousse la console dans ses derniers retranchements techniques. À cette époque, le titre est considéré comme étant visuellement le plus impressionnant sur console portable. GameSpot, dans sa preview, note les excellents graphismes et le frame rate élevé du jeu, et pense qu'il a le potentiel d'être un grand jeu pour les fans de shoot them up. Dan Kitchen déclare avant la sortie du jeu que son objectif était de pousser les possibilités graphiques de la Game Boy Advance à ses limites en créant une expérience de jeu réaliste en 3D. Il espérait ainsi que les joueurs soient impressionnés par les environnements fins et l'intensité de gameplay désormais possibles sur consoles portables.
Le jeu sort le 21 juin 2001 aux États-Unis pour le lancement de la Game Boy Advance et sort quelques mois plus tard en Europe.
Équipe de développement
- Producteur délégué : Dan Kitchen
- Directeur du développement : David Elmekies
- Directeur créatif : Joseph Sutton
- Programmation, musique et sons : Manfred Linzer
- Directeur marketing : Mark Rudolph
- Graphismes : Florian Freisleder, Javier Alcañiz
- Développement des outils : Bernhard Wodok
- Conception du packaging et du manuel : Michael Marrs
- Manager qualité : Rai Iodice
- Test : Kevin Kurdes
- Responsable GAX Sound System : Bernhard Wodok
- Remerciements : Ruben Alcañiz, Carsten Deibert, Andreas Glaser, Philip Graf, Toni Linzner, Frédéric Motte, Robert Moyses, Samuel S. Nova, Morris Sutton, Jesse Sutton, Manuel Waechter, Martin Wodok

## Musique
La musique de Manfred Linzer, exploitée par la GAX Sound Engine, a été éditée avec les musiques d'Iridion II. Cette bande-son est globalement jugée réussie par la critique spécialisée et est notamment jugée comme rythmée et de qualité.

## Accueil
| GameRankings                 | 56,6 %     |
| AN Nintendo Power            | 3,5 sur 5  |
| EUR Jeuxvideo.com            | 14 sur 20  |
| FR Jeux vidéo Magazine       | 12 sur 20  |
| AN GameSpot                  | 5,6 sur 10 |
| EUR IGN                      | 5,5 sur 10 |
| EUR Gamekult                 | 5 sur 10   |
| AN Electronic Gaming Monthly | 4,5 sur 10 |
| AN AllGame                   | 2 sur 5    |

Sur l'ensemble des critiques, on peut remarquer que presque un tiers des notes de la presse spécialisées est en dessous de la moyenne alors qu'un petit quart d'entre elles se situent au-dessus de la barre des 75 %.
Dans la presse spécialisée, Iridion 3D est souvent comparé à d'anciens jeux. Par exemple Galaxy Force pour les sensations qu'il apporte et Space Harrier pour l'aspect graphique rappelant le mode 7. Les graphismes font globalement l'unanimité. Certains notent par exemple les effets « très réussis » ou l'animation « parfaite ». Mais certains déplorent la monotonie des décors dues à la répétition de motifs ou l'esthétique peu originale des vaisseaux. Le principal défaut pointé concerne la jouabilité notamment au niveau des collisions,, de la visibilité ou la vivacité. Enfin, les bruitages sont considérés comme étant de qualité bien que discrets. Si certain lui accorde le statut de « bon titre », la majorité considère le jeu comme étant « creux »,,.
Malgré ces critiques en demi-teinte, le jeu s'est bien vendu aux États-Unis, où il était disponible au lancement de la console.

## Postérité
Les critiques négatives n'empêchent pas Iridion 3D d'avoir une suite : Iridion II. Ce nouvel épisode abandonne le rail shooter pour devenir un shoot them up à défilement plus classique. Ce deuxième opus obtient des critiques plus élogieuses qu'Iridion 3D. Shin'en développe ensuite deux autres shoot them up sur la console portable de Nintendo, la Nintendo DS : Nanostray et sa suite, Nanostray 2, qui reprenne certains éléments de l'univers d'Iridion 3D (ennemis notamment). Iridion 3D est le seul rail shooter de la Game Boy Advance, à l'exception du jeu Star X, qui mêle ce genre avec des combats spatiaux en 3D.